# Ханс фон Волфскелен
Ханс фон Волфскелен (на немски: Hans/Johann von Wolfskehlen; * ок. 1455 – 1460; † 15 декември 1505 в Опенхайм) е последният от род Волфскелен в днешния град Ридщат в Южен Хесен. През 12 и 13 век фамилията строи два замъка във Волфскелен.
Той е син на Филип фон Волфскелен († 1501 – 1504) и съпругата му Барбара фон Валдек-Ибен († 16 април 1499), дъщеря на Конрад фон Валдек-Ибен и Ирмел Вилх фон Алцай. Внук е на Ханс фон Волфскелен († ок. 1458) и Анна фон Франкенщайн († 21 ноември 1443), дъщеря на Филип II фон Франкенщайн († сл. 1448) и Елизабет Рюд фон Коленберг.
Неговият прародител Гер(х)ардус фон Волфскелен построява 12 век Стария замък Волфскелен. Неговите три сина построяват Новия замък Волфскелен, който е продаден 1252 г. на архиепископа на Майнц и през 1301 г. е разрушен.
Сестра му Доротея фон Волфскелен (* пр. 1490; † 30 януари 1542) се омъжва ок. 1492 г. за Йохан фон Елтц 'Младия' († 13 октомври 1504, Кауб).
Ханс фон Волфскелен умира на 15 декември 1505 г. в Опенхайм. През 1567 г. Волфскелен чрез подялба на наследството отива на наследниците на ландграф Филип I (1504 – 1567) от ландграфство Хесен-Дармщат.

## Фамилия
Ханс фон Волфскелен се жени ок. 1496 г. за Анна фон Геминген (* ок. 1479; † 1504 в Опенхайм), дъщеря на Плайкард фон Геминген († 1515) и Анна Кемерер фон Вормс-Далберг (1458 – 1503). Те имат една дъщеря:
- Барбара фон Волфскелен (* 1501; † 2 април 1545), омъжена 1518 г. за Еберхард фон Геминген-Бюрг (* 1500; † 2 септември 1572 в Бюрг, Нойенщат ам Кохер); той получава имение в Опенхайм.